# Lazing on a Sunday Afternoon
«Lazing on a Sunday Afternoon» (en español: «Holgazaneando en una tarde de domingo») es una canción del grupo inglés Queen escrita por el vocalista Freddie Mercury.
La canción tiene un estilo parecido a la música de cabaret de los años 1920. La voz de Mercury se escucha distorsionada ya que la canta en un tarro de cerveza. La canción fue lanzada en el año 1975 con el famoso álbum A Night at the Opera. Tiene una duración de 1:07 minutos siendo, por tanto, la segunda canción más corta de Queen (después de «Dear Friends»).